# Harry Nelson Pillsbury
 Ez a cikk a sakkjátszmák algebrai lejegyzését alkalmazza.
Harry Nelson Pillsbury (Somerville, Massachusetts, 1872. december 5. – Philadelphia, Pennsylvania, 1906. június 17.) amerikai sakkozó. A világ egyik legjobb sakkjátékosa volt a 19. és a 20. század fordulóján.
A nemzetközi sakkversenyeken nagy sikereket ért el, de betegsége és korai halála megakadályozta abban, hogy a világbajnoki címért porondra szállhasson.
1986-ban az elsők között választották be a World Chess Hall of Fame tagjai közé.

## Pályája

### Első évei a sakkozásban
A massachusettsi Somerville-ben született. 1894-ben New Yorkba, 1898-ban Philadelphiába költözött. Ekkortájt kezdett sakkozni és 1890-ben már sikert ért el, legyőzve az erős játékosnak tartott H. N. Stone-t. 1892-ben a volt világbajnok Wilhelm Steinitz ellen játszott és 2:1-re legyőzte, igaz, gyalogelőnyt kapott Steinitztől a partikban. Pillsbury emelkedése üstökösszerű volt és New Yorkban hamarosan nem akadt méltó kihívója.

### A hastingsi torna, 1895
1895-ben a brooklyni sakk-klub szponzorálásával részt vehetett az angliai Hastings-ben tartott Hastingsi sakktorna 1895-ben nemzetközi versenyen, minden idők egyik leghíresebb sakktornáján, amelyen a világ legerősebb játékosai vettek részt.
A 22 éves amerikai mester megnyerte a versenyt, megelőzve a világbajnok Emanuel Laskert, Steinitzet, a friss világbajnokjelölt Mihail Csigorint és Gunsberg Izidort és a későbbi jelölteket: Siegbert Tarrascht, Carl Schlechtert és David Janowskit.
Ezzel egy csapásra hírességgé vált az Egyesült Államokban.
A versenyen csillogtatott dinamikus játékstílusa, Tarrasch feletti emlékezetes győzelme jelentősen hozzájárult a vezércsel megnyitás népszerűségének felíveléséhez.

### Szentpétervár, 1895
A következő nagy versenye a szentpétervári volt, még ugyanebben az évben. Itt a hastingsi verseny első öt helyezettje csapott össze Tarrasch kivételével: Pillsbury, Csigorin, Lasker és Steinitz hatfordulós körmérkőzést játszott. Valószínűleg a verseny kezdete előtt történt, hogy Pillsbury szifilisszel fertőződött meg. A torna első felében a lehetséges 9 pontból  6½-et szerezve vezetett Lasker (5½), Steinitz (4½) és Csigorin (1½) előtt. Ettől fogva azonban súlyos fejfájások gyötörték és a verseny második felében csak 1½/ pontot gyűjtött és ezzel harmadik lett. (Lasker 11½/, Steinitz 9½, Csigorin 7 ponttal végzett.) Garri Kaszparov véleménye szerint ha nem veszíti el kritikus negyedik összecsapását Laskerrel, valószínűleg megnyeri a tornát és kikényszerít egy világbajnoki páros mérkőzést Lasker ellen.

### Amerikai bajnok
Betegsége ellenére 1897-ben megverte Jackson Showaltert, az Amerikai Egyesült Államok bajnokát. Az amerikai bajnoki címet haláláig megőrizte.

## Halála
Betegsége ezt követően megakadályozta abban, hogy kiteljesítse képességeit. A szifilisz jelentette stigma valószínűleg azt jelentette, hogy nem kezeltette betegségét. 1906-ban belehalt. Sírja a massachusettsi Reading Laurel Hill-i temetőjében található.

## Mérlegei
Lasker elleni pályamérlege egyenlő volt (öt-öt megnyert és elvesztett parti és négy döntetlen). Sötéttel is megverte Laskert, Szentpéterváron 1895-ben és Augsburgban 1900-ban (bár ez utóbbi nem versenyparti volt):
|    | |    |    |    |    |    |    |
|    | \| \| \| \| \| \| \| \| \| \| \| \| \| \| \| \| \| \| \| \| \| \| \| \| \| \| \| \| \| \| \| \| \| \| \| \| \| \| \| \| \| \| \| \| \| \| \| \| \| \| \| \| \| \| \| \| \| \| \| \| \| \| \| \| \| \| \| \| \| \| \| \| |    |    |    |    |    |    |
|    | |    |    |    |    |    |    |
| a8 | b8 | c8 | d8 | e8 | f8 | g8 | h8 |
| a7 | b7 | c7 | d7 | e7 | f7 | g7 | h7 |
| a6 | b6 | c6 | d6 | e6 | f6 | g6 | h6 |
| a5 | b5 | c5 | d5 | e5 | f5 | g5 | h5 |
| a4 | b4 | c4 | d4 | e4 | f4 | g4 | h4 |
| a3 | b3 | c3 | d3 | e3 | f3 | g3 | h3 |
| a2 | b2 | c2 | d2 | e2 | f2 | g2 | h2 |
| a1 | b1 | c1 | d1 | e1 | f1 | g1 | h1 |

| a8 | b8 | c8 | d8 | e8 | f8 | g8 | h8 |
| a7 | b7 | c7 | d7 | e7 | f7 | g7 | h7 |
| a6 | b6 | c6 | d6 | e6 | f6 | g6 | h6 |
| a5 | b5 | c5 | d5 | e5 | f5 | g5 | h5 |
| a4 | b4 | c4 | d4 | e4 | f4 | g4 | h4 |
| a3 | b3 | c3 | d3 | e3 | f3 | g3 | h3 |
| a2 | b2 | c2 | d2 | e2 | f2 | g2 | h2 |
| a1 | b1 | c1 | d1 | e1 | f1 | g1 | h1 |

1. e4 e5 2. f4 d5 3. exd5 e4 4. Hc3 Hf6 5. Ve2 Fd6 6. d3 O-O 7. dxe4 Hxe4 8. Hxe4 Be8 9. Fd2 Ff5 10. O-O-O Fxe4 11. Vg4 f5 12. Vg3 Hd7 13. Fc3 Hf6 14. Hh3 Hg4 15. Fe2 Fe7 16. Fxg4 (ld. a táblát) Fh4 17. Fxf5 Fxg3 18. Fe6+ Bxe6 19. dxe6 Ve8 20. hxg3 Fxg2 21. Bhe1 Fxh3 22. Bd7 Vg6 23. b3 Be8 24. Be5 Fxe6 25. Bxc7 Vxg3 26. Kb2 h6 27. Bxb7 Bc8 28. Fd4 Vg2 29. Bxa7 Bxc2+ 30. Kb1 Vd2 0-1
Kiegyensúlyozott volt a mérlege Steinitz (+5-5=3) és Tarrasch (+5-5=2) ellen is, Csigorin ellen viszont enyhén negatív (+7-8=6) és némileg meglepő módon Joseph Henry Blackburne ellen is (+3-5=4). Pozitív volt a mérleg David Janowski (+6-4=2) és Maróczy Géza (+4-3=7) ellen, Carl Schlechter ellen pedig szinte megalázó (+8-2=9).

## Vakonsakkozás
Pillsbury híres volt bravúrjairól a vakon sakkozásban. Egyszerre tudott a táblát nem látva sakkozni, lejátszani egy parti checkers játékot, whistezni és hosszú szavak listájára emlékezni. 1902-ben Moszkvában egyszerre 22 táblán játszott vakon. De a leghíresebb vaksakk-eredménye az volt, amikor ugyanebben az évben a hannoveri Hauptturnier verseny 21 részvevőjének adott szimultánt, a táblákat nem látva, három partit megnyert, 11-et döntetlenre hozott és csak hetet veszített el. (A Hauptturnier viszonylag magas szintű verseny volt, győztesének járt a mesteri cím.) A tinédzser Edward Lasker egy ízben játszott Pillsbury ellen, amikor az Breslauban adott vaksakk szimultánt. Sakktitkok, amelyeket a Mesterektől tanultam című könyvében Lasker így emlékezett:
„De hamarosan kiderült, hogy ezt a partit akkor is elveszítettem volna, ha a lehető legnyugodtabb vagyok. Pillsbury csodálatos teljesítményt nyújtott, a 16 vak partiból 13-at megnyert, kettőben döntetlent játszott és csak egyet veszített el. Erős sakkot játszott és nem hibázott. Pillsbury képe, amint nyugodtan ül a karosszékben, háttal a játékosoknak, egyik szivart a másik után szívja és ellenfelei lépéseire rövid gondolkodás után, tiszta és minden habozás nélküli stílusban válaszol – mindez újra felidéződött bennem 30 évvel később, amikor Aljechin rekorddöntésekor bíróskodtam, amelynek során 32 partit játszott vakon egyidejűleg. Egészen meghökkentő demonstráció volt, de Aljehin többször is hibázott és a teljesítménye feleakkora hatást sem tett rám, mint Pillsburyé Breslauban”.